# Ike Iroegbu
Ikenna Ugochukwu «Ike» Iroegbu (Sacramento, California, 14 de marzo de 1995) es un baloncestista con doble nacionalidad nigeriana y estadounidense que pertenece a la plantilla del Bàsquet Girona de la Liga Endesa. Con 1,88 metros de estatura, juega en la posición de base.

## Trayectoria deportiva

### Universidad
Jugó cuatro temporadas en los Cougars de la Universidad Estatal de Washington, en las que promedió 9,9 puntos, 3,1 rebotes y 3,0 asistencias por partido.

### Profesional
Tras no ser elegido en el Draft de la NBA de 2017, fue invitado a participar en las Ligas de Verano de la NBA por los Phoenix Suns, disputando un único partido en los que anotó 3 puntos. Posteriormente realizó la pretemporada con Los Angeles Clippers, equipo que lo descartó, pero que asignó a su filial en la NBA G League, los Agua Caliente Clippers.
En julio de 2018 fichó por el Science City Jena de la BBL alemana.
El 20 de diciembre de 2020, firma por el Rasta Vechta de la BBL alemana, tras jugar la temporada anterior con los Capital City Go-Go. En junio de 2021 firmó con el Élan Chalon en Francia.
El 13 de agosto de 2021 firmó con el Hapoel Galil Elyon de la liga israelí.
El 17 de julio de 2022 fichó por el Treviso Basket de la Lega Basket Serie A.
El 18 de julio de 2023, firma por el Bàsquet Girona de la Liga Endesa.

### Selección nacional
Iroegbu fue miembro de la selección de Nigeria que logró la medalla de plata en el AfroBasket 2017 disputado en Túnez y Senegal. Jugando como titular, acabó como segundo máximo anotador del equipo tras Ike Diogu, promediando 14,8 puntos por partido. En 2019, participó con su selección en el Mundial de China, quedando clasificado para los Juegos Olímpicos de 2020 como mejor equipo africano.